# 彪村兴隆寺
彪村兴隆寺，位于中国河北省石家庄市彪村，为石家庄市井陉县的一个省级文物保护单位，类型为古建筑，公布时间为1993年7月15日。
彪村兴隆寺的历史年代为金、明。